# Sound & Color
Sound & Color là album phòng thu thứ hai và cuối cùng của ban nhạc rock người Mĩ Alabama Shakes. Album phát hành vào ngày 21 tháng 4 năm 2015 bởi ATO Records, MapleMusic Recordings và Rough Trade Records.
Sound & Color ra mắt ở vị trí quán quân trên bảng xếp hạng Billboard 200 Mỹ, đưa về cho nhóm album quán quân đầu tiên; trên toàn thế giới, album lọt vào top 10 ở Hà Lan, Thuỵ Sĩ, Vương quốc Anh, Úc. Album cũng đạt thành công về chuyên môn khi nhận được 6 đề cử giải Grammy, thắng ở 4 hạng mục Album nhạc alternative xuất sắc nhất, Best Engineered Album, Non-Classical, cũng như Trình diễn rock xuất sắc nhất và Bài hát rock hay nhất cho "Don't Wanna Fight". Album phát hành 4 đĩa đơn; trong đó "Don't Wanna Fight" là thành công nhất, đạt đến vị trí số 2 trên bảng xếp hạng Adult Alternative Songs của Billboard.

## Danh sách và thứ tự các bài hát
Tất cả các ca khúc được viết bởi Brittany Howard, với sự giúp đỡ của Blake Mills trong các ca khúc "Future People", "Guess Who", và "Gemini".
| Sound & Color – Phiên bản chuẩn | Sound & Color – Phiên bản chuẩn | Sound & Color – Phiên bản chuẩn |
| STT                             | Nhan đề                         | Thời lượng                      |
| ------------------------------- | ------------------------------- | ------------------------------- |
| 1.                              | "Sound & Color"                 | 3:02                            |
| 2.                              | "Don't Wanna Fight"             | 3:53                            |
| 3.                              | "Dunes"                         | 4:18                            |
| 4.                              | "Future People"                 | 3:22                            |
| 5.                              | "Gimme All Your Love"           | 4:03                            |
| 6.                              | "This Feeling"                  | 4:29                            |
| 7.                              | "Guess Who"                     | 3:16                            |
| 8.                              | "The Greatest"                  | 3:50                            |
| 9.                              | "Shoegaze"                      | 2:59                            |
| 10.                             | "Miss You"                      | 3:47                            |
| 11.                             | "Gemini"                        | 6:36                            |
| 12.                             | "Over My Head"                  | 3:51                            |
| Tổng thời lượng:                | Tổng thời lượng:                | 47:26                           |

| CD thêm phát hành độc quyền trên Target | CD thêm phát hành độc quyền trên Target         | CD thêm phát hành độc quyền trên Target |
| STT                                     | Nhan đề                                         | Thời lượng                              |
| --------------------------------------- | ----------------------------------------------- | --------------------------------------- |
| 1.                                      | "Gimme All Your Love" (trực tiếp ở Artists Den) |                                         |
| 2.                                      | "The Greatest" (trực tiếp ở Artists Den)        |                                         |
| 3.                                      | "Joe" (trực tiếp ở Artists Den)                 |                                         |

## Diễn biến thương mại
Album ra mắt tại vị trí quán quân của bảng xếp hạng US Billboard 200 trong ấn bản ra ngày 26 tháng 4 năm 2015, với 96.000 bản bán ra trong tuần lễ phát hành đầu tiên (91.000 bản là album truyền thống). Qua đó, Sound & Color trở thành album quán quân đầu tiên của ban nhạc trên bảng xếp hạng này.

## Đánh giá chuyên môn
| Đánh giá chuyên môn | Đánh giá chuyên môn |
| Điểm trung bình     | Điểm trung bình     |
| Nguồn               | Đánh giá            |
| ------------------- | ------------------- |
| Metacritic          | 80/100              |
| Nguồn đánh giá      |                     |
| Nguồn               | Đánh giá            |
| AllMusic            | [ 6 ]               |
| Billboard           | [ 7 ]               |
| Exclaim!            | 9/10                |
| NME                 | 8/10                |
| The Observer        | [ 10 ]              |
| Pitchfork           | 8.1/10              |
| PopMatters          | [ 12 ]              |
| Rolling Stone       | [ 13 ]              |
| Slant Magazine      | [ 14 ]              |
| The Telegraph       | [ 15 ]              |

Sau khi phát hành, Sound & Color nhận được nhiều lời tán dương từ giới phê bình. Trên công cụ đánh giá Metacritic, album hiện đang đạt điểm số 80 dựa trên 30 bài đánh giá, với nhận xét chung là "được đa số đánh giá yêu thích". Viết cho tạp chí Exclaim!, Andrea Warner gọi album là một "bản thu âm được lạ kì hóa một cách cố tình, nhưng sự kì lạ ấy lại trở thành một giá trị đích thực. Nó hỗn loạn mà vẫn gắn kết chặt chẽ, tràn ngập âm thanh, sắc màu và một tầm nhìn vững chắc."

## Xếp hạng
| Bảng xếp hạng (2015)                | Vị trí cao nhất |
| ----------------------------------- | --------------- |
| Album Úc (ARIA)                     | 6               |
| Album Áo (Ö3 Austria)               | 52              |
| Album Bỉ (Ultratop Vlaanderen)      | 12              |
| Album Bỉ (Ultratop Wallonie)        | 40              |
| Album Canada (Billboard)            | 1               |
| Album Hà Lan (Album Top 100)        | 4               |
| Album Pháp (SNEP)                   | 41              |
| Album Đức (Offizielle Top 100)      | 31              |
| Album Ireland (IRMA)                | 12              |
| Album New Zealand (RMNZ)            | 15              |
| Album Bồ Đào Nha (AFP)              | 27              |
| Album Tây Ban Nha (PROMUSICAE)      | 46              |
| Album Thụy Điển (Sverigetopplistan) | 37              |
| Album Thụy Sĩ (Schweizer Hitparade) | 10              |
| Album Anh Quốc (OCC)                | 6               |
| Album Hoa Kỳ Billboard 200          | 1               |